# Zdzisław Adamczewski
Zdzisław Marian Adamczewski (ur. 29 listopada 1931 w Swędowie, zm. 15 sierpnia 2018 w Warszawie) – polski geodeta, prof. zw. dr hab. Politechniki Warszawskiej o specjalności geodezja gospodarcza, geodezyjne urządzenia rolne, informatyka geodezyjna, geodynamika, modelowanie matematyczne oraz szacowanie nieruchomości. Twórca polskiej szkoły nieliniowego rachunku wyrównawczego oraz badacz trzęsień ziemi i autor technologii numerycznej ustalania tzw. dni sejsmicznych.

## Życiorys
Syn Daniela i Rozalii. Zdzisław Adamczewski był absolwentem Państwowego Liceum Mierniczego w Łodzi (dyplom technika geodety uzyskał w 1951 roku). Studiował w latach 1951–1956 na Wydziale Geodezyjnym Politechniki Warszawskiej. W 1956 roku uzyskał dyplom magistra inżyniera. Podczas studiów, 1 kwietnia 1954 roku został nauczycielem akademickim na Wydziale Geodezji i Kartografii PW. Od roku 1957 był działaczem NOT. W 1960 roku uzyskał uprawnienia zawodowe. Doktorat obronił w 1964, a habilitację w 1971 roku. W 1965 roku otrzymał stypendium rządu Królowej Juliany Holenderskiej na Uniwersytecie Technicznym w Delfcie, gdzie odbył półroczny staż naukowy. W PW przeszedł kolejne stanowiska: od zastępcy asystenta do profesora nauk technicznych, które otrzymał w 1979 roku w zakresie nauk geograficznych. W latach 1970–1973 był dziekanem wydziału Politechniki Warszawskiej, a w latach 1973–1980 prorektorem tejże uczelni. W latach 1973–1974 był kierownikiem projektu i współautorem Systemu Informacji Przestrzennej „Teren” (podsystemu Państwowego Systemu Informatycznego), a w 1977 roku kierownikiem i współautorem projektu sieci geodezyjnej Afryki (przyjętego do realizacji przez ONZ i częściowo zrealizowanego przez Stany Zjednoczone, Francję, Wielką Brytanię i Polskę).
Od 29 października 1980 do 31 grudnia 1987 roku był podsekretarzem stanu – prezesem Głównego Urzędu Geodezji i Kartografii, jednocześnie od października 1980 do lipca 1983 podsekretarzem stanu w Ministerstwie Administracji, Gospodarki Terenowej i Ochrony Środowiska. Wieloletni działacz Polskiej Zjednoczonej Partia Robotniczej, w latach 70. członek egzekutywy i sekretarz Komitetu Zakładowego PZPR na Politechnice Warszawskiej. W latach 1974–1980 był wiceprzewodniczącym, a w latach 1980–1983 przewodniczącym Stowarzyszenia Geodetów Polskich. Był członkiem honorowym Stowarzyszenia (od 2007). Od roku 2000 do 2006 był przewodniczącym Komitetu Naukowo-Technicznego ds. Doskonalenia Kadr Federacji NOT, a od 1991 roku redaktorem działowym Przeglądu Geodezyjnego. W latach 2001–2003 był doradcą Głównego Geodety Kraju.
W 1990 roku sformułował, na podstawie studiów topografii powierzchni Ziemi oraz rozkładu w czasie kataklizmów sejsmicznych, prawo rotacji sejsmicznej (pozwalające dokonywać predykcji długoterminowej tych kataklizmów oraz w znacznym stopniu wyjaśniające zjawisko El Nino). Opracował technologię numeryczną ustalania tzw. dni sejsmicznych. Był członkiem Komitetu Geodezji Polskiej Akademii Nauk, promotorem 13 doktorów, z czego 5 zostało profesorami. Był emerytowanym profesorem Wydziału Geodezji i Kartografii Politechniki Warszawskiej i profesorem Wyższej Szkoły Gospodarki Krajowej w Kutnie.
Pochowany został na cmentarzu Powązki Wojskowe w Warszawie (kwatera K-1-19).

## Publikacje
Autor ponad 300 publikacji naukowych, naukowo-technicznych i popularyzatorskich z zakresu geodezji, obliczeń geodezyjnych, opracowania obserwacji, geofizyki, podstaw matematycznych wyceny nieruchomości, systemów informacji przestrzennej. Przewodniczył zespołom i był współautorem geodezyjnych standardów technicznych: K-1 i G-7 oraz wytycznych technicznych. Współautor projektów: Tymczasowej Instrukcji Szacowania Nieruchomości, Wytycznych Powszechnej Taksacji Nieruchomości oraz geodezyjnych instrukcji technicznych: O-1, G-3, G-4, G-5.

## Nagrody i odznaczenia
- laureat konkursu „Polityki” na pamiętniki inżynierów (1962)
- Złoty Krzyż Zasługi[1][5]
- Krzyż Kawalerski Orderu Odrodzenia Polski[1][5]
- Krzyż Komandorski Orderu Odrodzenia Polski (2000)[1][5][11]
- Medal Komisji Edukacji Narodowej[1][5]
- Złoty, srebrny i brązowy Medal „Za zasługi dla obronności kraju”[1][5]
- Nagroda Ministra Edukacji Narodowej za całokształt działalności naukowej i dydaktycznej[6]
- Złota Odznaka „Za zasługi w dziedzinie geodezji i kartografii”[1][5]
- Odznaka „Zasłużony Pracownik Rolnictwa”[1][5]
- Srebrna, złota i diamentowa Odznaka Honorowa SGP[1][5]
- Srebrna i złota Odznaka Honorową NOT[1][5]